# Canário-oliváceo
O Canário-oliváceo (Sicalis olivascens) é uma espécie de ave passeriforme da família Emberizidae. Alguns especialistas consideram isso dentro da família Thraupidae. Pode ser encontrada na Andes da Argentina, Bolívia, Chile e Peru. Vive nas estepes, nos bosques e nas pastagens dos Andes. Seus habitats naturais são as matas tropicais ou subtropicais de alta altitude e florestas secundárias altamente degradadas.